# Kongur Shan
Kongur Shan är ett berg i Kina. Det ligger i den autonoma regionen Xinjiang, i den nordvästra delen av landet. Toppen på Kongur Shan är 7 649 meter över havet.
Kongur Shan är den högsta punkten i trakten. Runt Kongur Shan är det mycket glesbefolkat, med 7 invånare per kvadratkilometer. Trakten runt Kongur Shan är permanent täckt av is och snö.